# Гражданский стадион (Тэгу)
Гражданский стадион Тэгу (кор. 대구시민운동장) — бывший многофункциональный стадион, находившийся в городе Тэгу (Республика Корея). Был открыт 20 апреля 1948 года и вмещал до 30 000 зрителей. Принимал футбольные матчи во время Олимпийских и Азиатских игр. Снесён в 2017 году и на его месте возведён новый футбольный стадион без беговых дорожек под названием «ДГБ Тэгу Банк Парк».

## История
Первоначально футбольное поле на этом месте было построено в 1948 году. На тот момент это был небольшой стадион местного уровня. В 1962 году сооружение подверглось масштабной реконструкции, став полноценным стадионом с большими трибунами и спортивным комплексом. В октябре того же года в честь открытия обновлённой арены здесь прошёл традиционный Национальный спортивный фестиваль. В 1967 году был расширен бассейн. В 1975 году проведена очередная реконструкция в рамках подготовки к Национальному спортивному фестивалю, а футбольное поле было утверждено как стадион I класса. 1 января 1976 года стадион получил своё окончательное название.
Стадион был задействован во время футбольных поединков Азиатских игр 1986. А в 1988 году здесь были проведены семь матчей олимпийского футбольного турнира. В конце 1980-х — 1990-х на стадионе время от времени игрались матчи различных команд чемпионата Южной Кореи по футболу. В сезоне 1996/97 здесь прошли игры четвертьфинального раунда Азиатского кубка чемпионов. В период проведения в Тэгу Летней Универсиады 2003 местный футбольный клуб переехал на Гражданский стадион. С тех пор вплоть до 2015 года объект являлся вторым стадионом футбольной команды.
В 2014 году руководство клуба предложило городской администрации проект преобразования стадиона в чисто футбольный. В 2017 году старое сооружение было снесено, а на его месте к началу 2019 года построен новый «ДГБ Тэгу Банк Парк» вместимостью около 12 000 зрителей, ставший основным стадионом ФК «Тэгу».

## Галерея

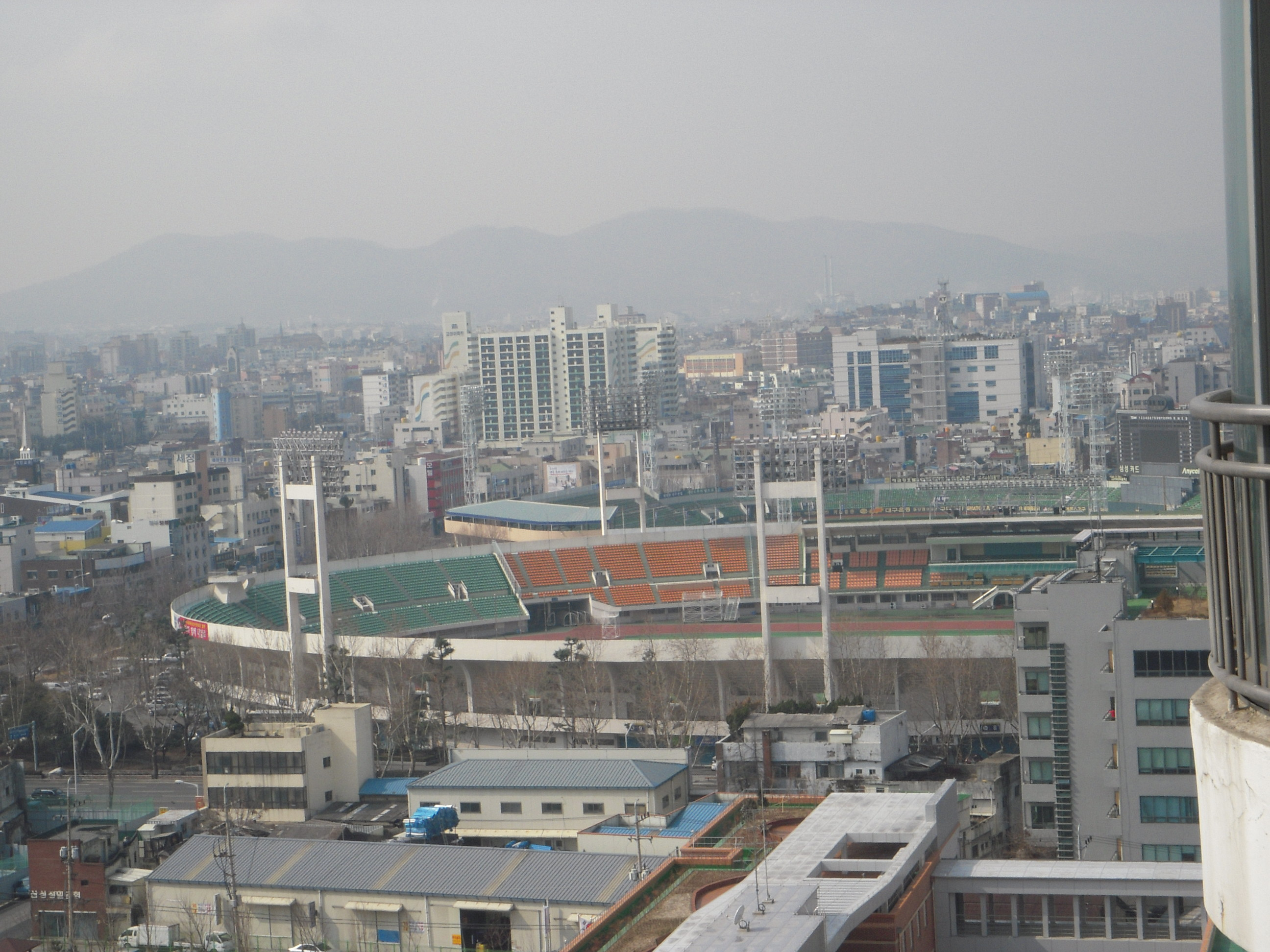
Внешний вид
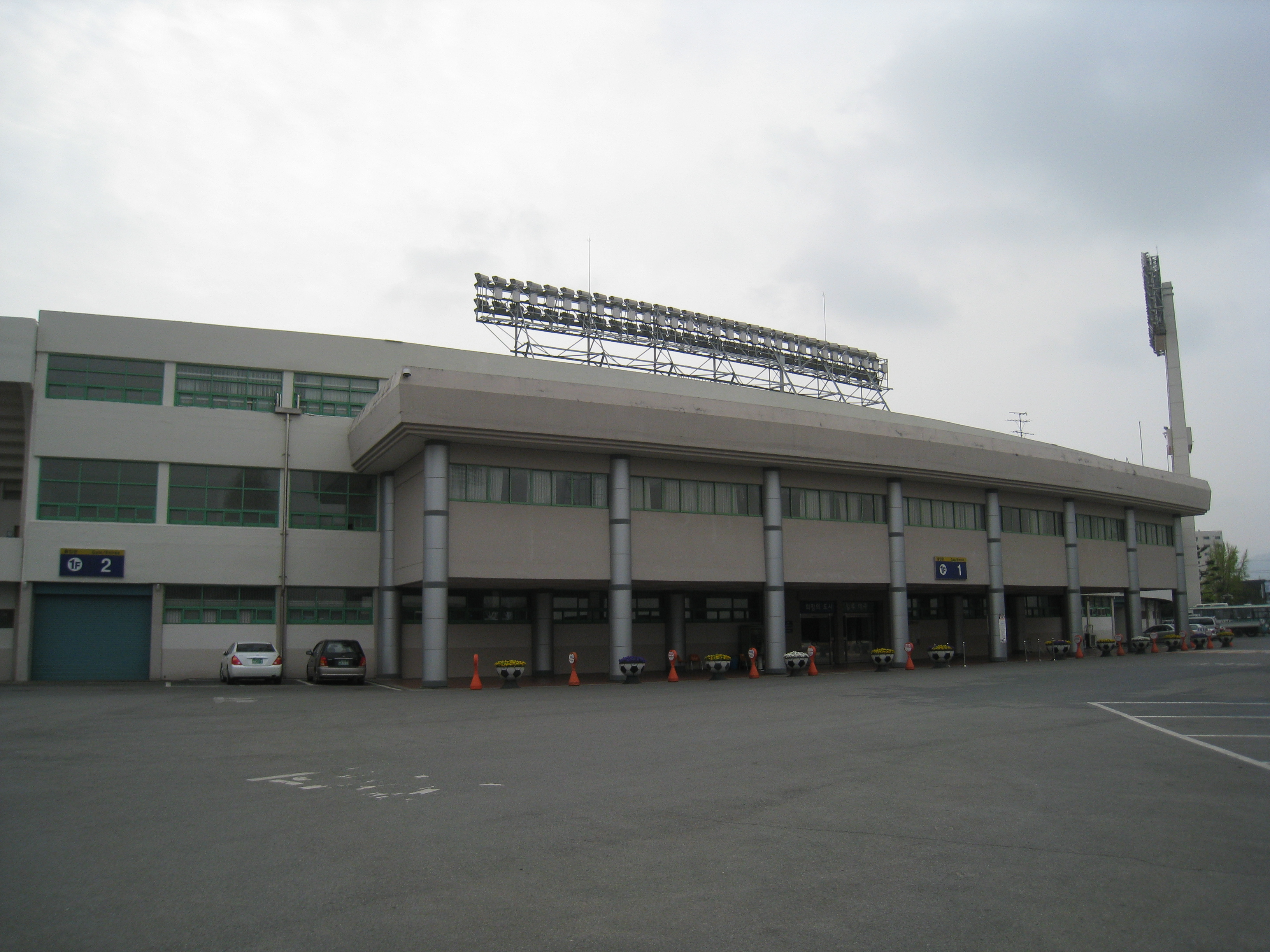
Вход на стадион
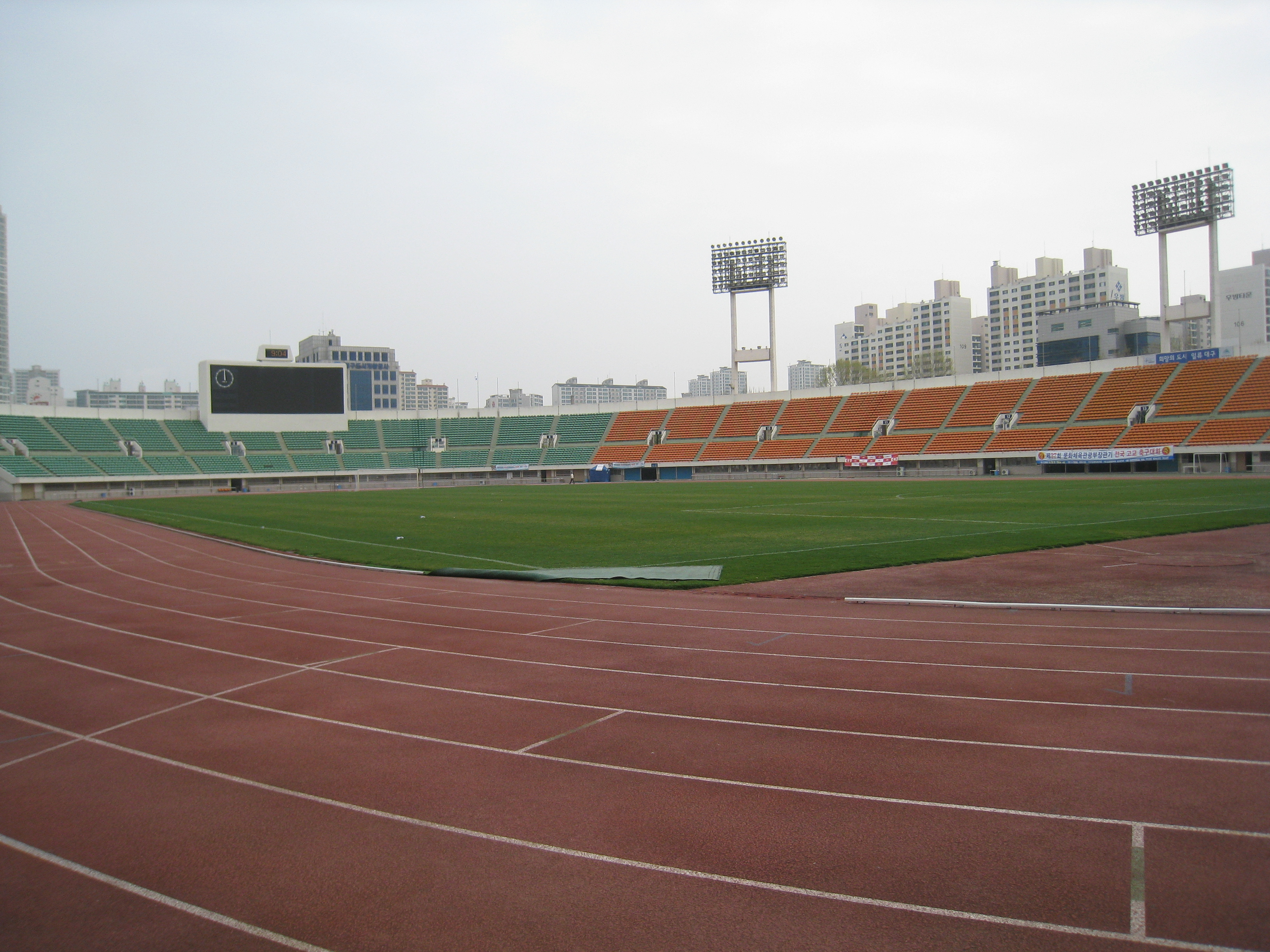
Внутри стадиона